# Glyceria
Genre
Classification phylogénétique
Glyceria (les Glycéries) est un genre de plantes herbacées de la famille des Poacées (graminées).

## Espèces (liste partielle)
- Glyceria arctica
- Glyceria canadensis- glycérie du Canada
- Glyceria declinata
- Glyceria flavescens
- Glyceria fluitans - glycérie flottante
- Glyceria latifolia
- Glyceria lemmoni
- Glyceria maxima - grande glycérie
- Glyceria nemoralis
- Glyceria notata
- Glyceria ovatiflora
- Glyceria plicata- glycérie plissée
- Glyceria striata - glycérie striée